# Sujanpur
Sujanpur is een nagar panchayat (plaats) in het district Pathankot van de Indiase staat Punjab. 

## Demografie
Volgens de Indiase volkstelling van 2001 wonen er 21.743 mensen in Sujanpur, waarvan 52% mannelijk en 48% vrouwelijk is. De plaats heeft een alfabetiseringsgraad van 71%.